# Лойек, Мартин
Мартин Лойек (чеш. Martin Lojek; 19 августа 1985, Брно, Чехословакия) — чешский хоккеист, защитник. Чемпион Чехии 2011, бронзовый призёр молодёжного чемпионата мира 2005.

## Карьера
Мартин Лойек является воспитанником клуба «Ждяр-над-Сазавоу».
В 17 лет уехал в Северную Америку. Провёл 5 матчей в НХЛ за «Флориду Пантерз».
В 2008 году вернулся в Чехию. 6 лет играл за клуб «Оцеларжи», в составе которого в 2011 году стал чемпионом Чешской экстралиги.
За сборную Чехии сыграл 8 игр. В 2005 стал бронзовым призёром молодёжного чемпионата мира.
С 2017 года играет во второй чешской лиге за «Ждяр-над-Сазавоу».

## Достижения
Чемпион Чехии 2011
 Бронзовый призёр молодёжного чемпионата мира 2005

## Статистика
Обновлено на конец сезона 2020/21
- Чешская экстралига — 302 игры, 47 очков (20 шайб + 27 передач)
- Чешская первая лига — 86 игр, 10 очков (5+5)
- Чешская вторая лига — 137 игр, 56 очков (15+41)
- Словацкая экстралига — 44 игры, 7 очков (2+5)
- НХЛ — 5 игр, 1 очко (0+1)
- АХЛ — 156 игр, 32 очка (13+19)
- Лига Восточного побережья — 47 игр, 14 очков (3+11)
- Хоккейная лига Онтарио — 220 игр, 52 очка (5+47)
- Сборная Чехии — 8 игр, 2 очка (1+1)
- Всего за карьеру — 1005 игр, 221 очко (64+157)